# Demokratischer Sozialismus
Als Demokratischer Sozialismus wird eine politische Zielvorstellung bezeichnet, die Demokratie und Sozialismus als untrennbare, zusammen zu verwirklichende Einheit betrachtet. Der Begriff entwickelte sich um 1920 und wurde seitdem von sozialdemokratischen, sozialistischen und kommunistischen Gruppen und Parteien in Anspruch genommen. Bestrebungen zur Demokratisierung in Ländern des Realsozialismus werden auch Reformkommunismus genannt.

## Begriff
Friedrich Engels bezeichnete in seinem Programmentwurf für den Bund der Kommunisten vom November 1847 (einem Vorentwurf für das Kommunistische Manifest von 1848) manche Vertreter des Frühsozialismus als „demokratische Sozialisten“. Sie strebten wie die Kommunisten eine Überwindung des Elends und Aufhebung der Klassengesellschaft an, gäben sich aber mit einer demokratischen Staatsverfassung und einigen anschließenden Sozialreformen zufrieden. Daher seien praktische Bündnisse für gemeinsame Teilschritte ebenso wie eine Diskussion mit ihnen über weitergehende Maßnahmen zum Kommunismus erforderlich.
Der Ausdruck „demokratischer Sozialismus“ wurde etwa ab 1920 infolge der inzwischen eingetretenen Spaltung der europäischen Arbeiterbewegung gebräuchlich. Er sollte den Reformismus der Sozialdemokratie, also die fortschreitende Demokratisierung aller Gesellschaftsbereiche im Rahmen einer pluralistischen Demokratie, vom Marxismus-Leninismus unterscheiden. 1919 hatte Lenin den Marxschen Begriff „Diktatur des Proletariats“ mit der Eroberung der Staatsmacht durch eine (seine) revolutionäre proletarische Partei und der darauffolgenden gewaltsamen Umgestaltung der Produktionsverhältnisse durch sie gleichgesetzt und gegen die Sozialdemokratie abgegrenzt. Josef Stalin erhob Lenins Theorie ab 1924 als „Leninismus“ zur Staatsideologie der Sowjetunion, um seine Herrschaft abzusichern und zu rechtfertigen. In dieser Ideologie wurden die von Karl Marx nur ungenau unterschiedenen Begriffe Sozialismus und Kommunismus als gesetzmäßig determinierte, aufeinander folgende Epochen jeder Gesellschaftsentwicklung aufgefasst und der Sozialismus als die Alleinherrschaft einer kommunistischen Partei, die schrittweise Verstaatlichung der Produktionsmittel und die Einführung einer zentral gelenkten Planwirtschaft definiert.
Seitdem haben sowohl sozialdemokratische und sozialistische als auch kommunistische Gruppen, Parteien und Regierungen unterschiedliche politische Positionen als „demokratischen Sozialismus“ bezeichnet. Die SPD versteht demokratischen Sozialismus seit dem Godesberger Programm 1959 als soziale Marktwirtschaft mit gerechter Verteilung von Gewinnen, die gleiche Lebenschancen eröffnen soll. Der Ausdruck wurde ab etwa 1970 im Reformkommunismus Osteuropas, im Eurokommunismus Westeuropas, in manchen Staaten Lateinamerikas sowie 1989 von Teilen der DDR-Opposition verwendet. Dort wurde er zuweilen auch als dritter Weg zwischen Kapitalismus und „real existierendem Sozialismus“ bezeichnet.
Joseph Schumpeter beschrieb den demokratischen Sozialismus in seinem Werk Kapitalismus, Sozialismus und Demokratie (1942) als demokratischen Übergang ohne Revolution und Gewalt vom Kapitalismus zum Sozialismus. Nach dem Politikwissenschaftler Thomas Meyer vertreten alle Theorien eines demokratischen Sozialismus ein egalitäres Gerechtigkeitskonzept, bejahen den demokratischen Rechtsstaat, streben sozialstaatliche Sicherungen aller Bürger an, wollen das Privateigentum sozialverträglich begrenzen und den Wirtschaftssektor gesellschaftlich einbinden und politisch regulieren.

## Deutschland

### Kaiserreich
Wilhelm Liebknecht, Marxist und einer der Gründerväter der SPD, verstand Demokratie und Sozialismus ab 1869 als untrennbare und einander ergänzende Aspekte einer freien und gerechten Zukunftsgesellschaft:

„Sozialismus und Demokratie sind nicht dasselbe, aber sie sind nur ein verschiedener Ausdruck desselben Grundgedankens; sie gehören zueinander, ergänzen einander, können nie miteinander in Widerspruch stehen. […] Der demokratische Staat ist die einzig mögliche Form der sozialistisch organisierten Gesellschaft. […] Weil wir die Untrennbarkeit der Demokratie und des Sozialismus begriffen haben, nennen wir uns Sozialdemokraten.“

Demgemäß taucht der Ausdruck „demokratischer Sozialismus“ in den ersten SPD-Programmen im Kaiserreich nicht auf. 1875 hieß es im Gothaer Programm der zur Sozialdemokratischen Arbeiterpartei vereinten Vorläufergruppen (VDAV und ADAV):

„Von diesen Grundsätzen ausgehend, erstrebt die Sozialistische Arbeiterpartei Deutschlands mit allen gesetzlichen Mitteln den freien Staat und die sozialistische Gesellschaft, die Zerbrechung des ehernen Lohngesetzes durch Abschaffung des Systems der Lohnarbeit, die Aufhebung der Ausbeutung in jeder Gestalt, die Beseitigung aller sozialen und politischen Ungleichheit.“

Ökonomische Ausbeutung und politische Unterdrückung wurden hier als untrennbare Merkmale der kapitalistischen Klassengesellschaft begriffen, die nur gemeinsam zu überwinden seien. Sozialismus sollte sie beide überall beseitigen und so die Menschenrechte verwirklichen. Den Ausdruck „Ehernes Lohngesetz“ hatte Ferdinand Lassalle 1863 geprägt und im Sinne der Aussagen des Kommunistischen Manifestes von 1848 über den Arbeitslohn aufgefasst. Darin hatten Karl Marx und Friedrich Engels die „freie Entfaltung des Einzelnen zur Bedingung für die freie Entfaltung Aller“ erhoben und so ihrerseits an die Erklärung der Menschen- und Bürgerrechte von 1789 angeknüpft. Gleichwohl kritisierten sie das Gothaer Programm 1875 scharf, unter anderem wegen der Begrenzung auf damals legale Mittel.
Nach der Aufhebung der Sozialistengesetze behielt die nunmehr erlaubte SPD im Erfurter Programm von 1891 diese Zielvorstellung bei. Im theoretischen, von Karl Kautsky verfassten Teil hieß es: Aufgrund wissenschaftlich feststellbarer ökonomischer Entwicklungsgesetze würden die Arbeiter im Kapitalismus zwangsläufig zu besitzlosen Proletariern, die nur ihre Arbeitskraft zum Lebensunterhalt anzubieten hätten. Daraus wurde gefolgert:

„Nur die Verwandlung des kapitalistischen Privateigentums an Produktionsmitteln […] in gesellschaftliches Eigentum, und die Umwandlung der Warenproduktion in sozialistische, für und durch die Gesellschaft betriebene Produktion kann es bewirken, dass der Großbetrieb und die stets wachsende Ertragsfähigkeit der gesellschaftlichen Arbeit für die bisher ausgebeuteten Klassen aus einer Quelle des Elends und der Unterdrückung zu einer Quelle der höchsten Wohlfahrt und allseitiger, harmonischer Vervollkommnung werde.“

Der praktische, von Eduard Bernstein verfasste Teil des Programms forderte an erster Stelle das allgemeine, gleiche, direkte und geheime Wahlrecht für Männer und Frauen, einige Schutzrechte für Arbeiter und einige weitere politische und soziale Reformen. Gefordert wurde kaum mehr als die allgemeinen Bürgerrechte, die seit der Französischen Revolution auf der politischen Tagesordnung standen. Ein Weg zu ihrer Verwirklichung und zur Beseitigung der diagnostizierten zwangsläufigen ökonomischen Unfreiheit wurde nicht beschrieben. Damit wurde sichtbar, dass Teile der SPD damals die weltweite Demokratisierung der Produktionsverhältnisse nur noch als theoretisches Fernziel ohne konkrete Auswirkung auf die praktische Alltagspolitik auffassten und über das Verhältnis von Ziel und Weg zueinander keine programmatische Klärung bestand. Dies führte ab 1896 zur Revisionismus-Debatte innerhalb der SPD, in deren Verlauf die Parteiführung unter August Bebel die Sozialrevolution als Parteiziel theoretisch beibehielt, aber die Reformisten in der Partei hielt.
Am 4. August 1914 stimmte die SPD unter Friedrich Ebert den Kriegskrediten für den am 1. August begonnenen Ersten Weltkrieg zu und beschloss eine Burgfriedenspolitik für dessen Dauer. Dieses Kriegsbündnis der SPD mit der kaiserlichen Monarchie zerbrach die Sozialistische Internationale und führte zur Spaltung der deutschen Sozialdemokratie. Dabei wurden die bis dahin weitgehend synonym verwendeten Leitbegriffe „Demokratie“ und „Sozialismus“ nun sowohl unterschieden als auch beide verschieden definiert. Während die Mehrheits-SPD (MSPD) auf eine Akzeptanz auch bei bürgerlichen Schichten und eine allmähliche legale Durchsetzung parlamentarischer Mitbestimmung setzte, die sie für soziale Reformen nach dem Krieg nutzen wollte, trat die im April 1917 gegründete Unabhängige Sozialdemokratische Partei Deutschlands (USPD) für die sofortige Beendung des Krieges ein, notfalls durch eine soziale Revolution. Sie begrüßte die russische Oktoberrevolution von 1917 als Impuls für eine umfassende Demokratisierung von Wirtschaft, Staat und Gesellschaft in Deutschland, teilweise im Sinne einer Räterepublik. Die USPD hatte jedoch kein einheitliches ökonomisches Programm; sie vereinte Reformisten wie Bernstein und marxistische Theoretiker wie Kautsky mit revolutionären Sozialisten der Spartakusgruppe, die an den Vorkriegszielen der SPD und der Sozialistischen Internationale festhielten.
Rosa Luxemburg, die Gründerin und Wortführerin der Spartakusgruppe, grenzte ihr Sozialismusverständnis während des Ersten Weltkriegs in ihren im Gefängnis verfassten Aufsätzen gegen den Reformismus der SPD und gegen das Partei- und Revolutionskonzept Lenins ab. In ihrer 1918 verfassten Schrift „Die russische Revolution“ bekräftigte sie die Notwendigkeit diktatorischer Eingriffe des Proletariats, nicht einer Parteielite, in die Wirtschaftsordnung zur Durchführung der Revolution unter den gegebenen Umständen Russlands und kritisierte zugleich scharf das Vorgehen der Bolschewiki:

„Freiheit nur für die Anhänger der Regierung, nur für die Mitglieder einer Partei – und mögen sie noch so zahlreich sein – ist keine Freiheit. Freiheit ist immer die Freiheit des Andersdenkenden […] Ohne allgemeine Wahlen, ungehemmte Presse und Versammlungsfreiheit, freien Meinungskampf erstirbt das Leben in jeder öffentlichen Institution, wird zum Scheinleben, in der die Bürokratie allein das tätige Element bleibt. Das öffentliche Leben schläft allmählich ein, einige Dutzend Parteiführer von unerschöpflicher Energie und grenzenlosem Idealismus dirigieren und regieren, unter ihnen leitet in Wirklichkeit ein Dutzend hervorragender Köpfe, und eine Elite der Arbeiterschaft wird von Zeit zu Zeit zu Versammlungen aufgeboten, um den Reden der Führer Beifall zu klatschen, vorgelegten Resolutionen einstimmig zuzustimmen, im Grunde also eine Cliquenwirtschaft – eine Diktatur allerdings, aber nicht die Diktatur des Proletariats, sondern die Diktatur einer Handvoll Politiker, d. h. Diktatur im rein bürgerlichen Sinne, im Sinne der Jakobinerherrschaft […] Es ist die historische Aufgabe des Proletariats, wenn es zur Macht gelangt, an Stelle der bürgerlichen Demokratie sozialistische Demokratie zu schaffen, nicht jegliche Demokratie abzuschaffen. Sozialistische Demokratie beginnt aber nicht erst im gelobten Lande, wenn der Unterbau der sozialistischen Wirtschaft geschaffen ist, als fertiges Weihnachtsgeschenk für das brave Volk, das inzwischen treu die Handvoll sozialistischer Diktatoren unterstützt hat. Sozialistische Demokratie beginnt zugleich mit dem Abbau der Klassenherrschaft und dem Aufbau des Sozialismus. Sie beginnt mit dem Moment der Machteroberung durch die sozialistische Partei. Sie ist nichts anderes als die Diktatur des Proletariats.“

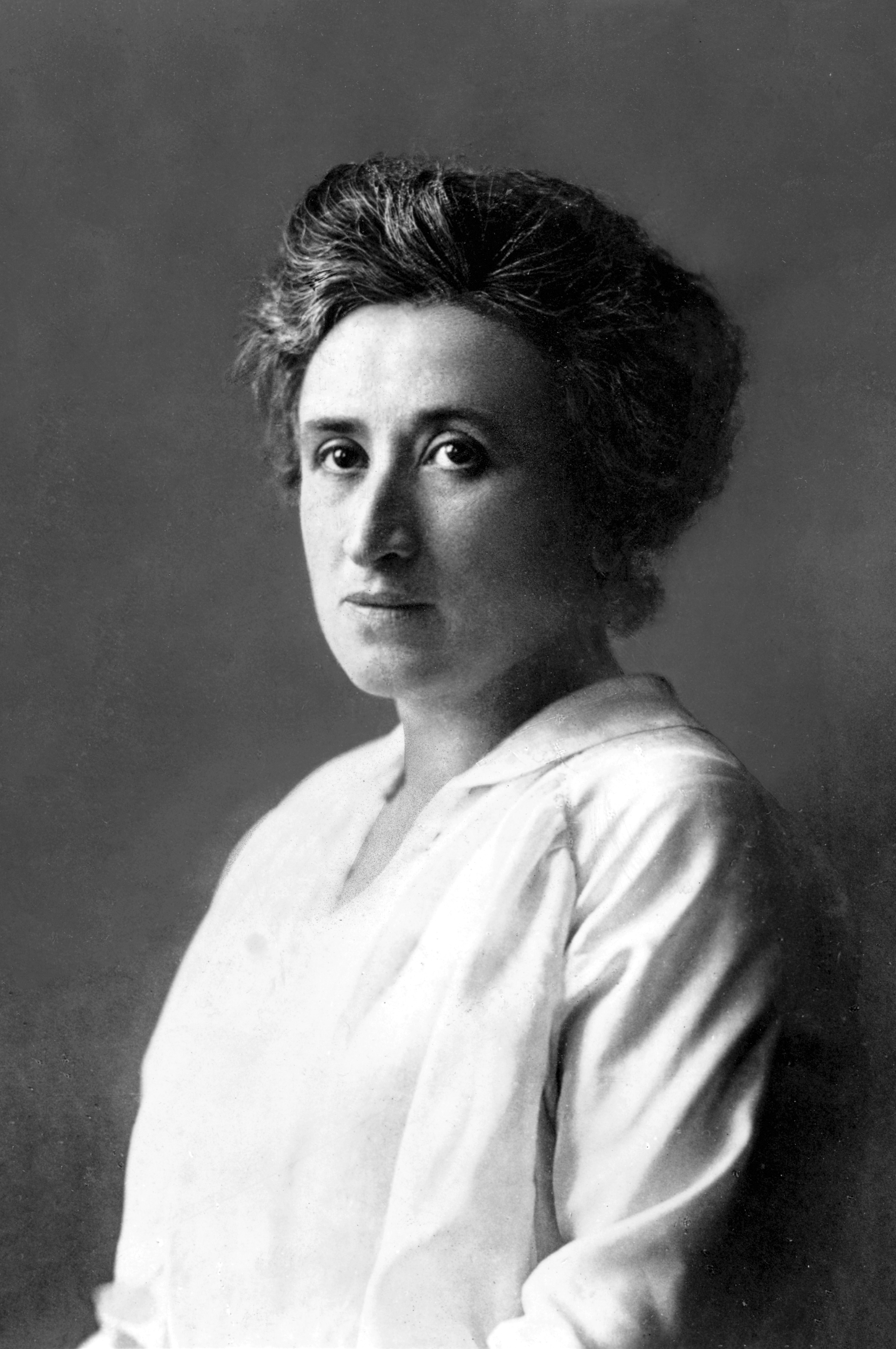
Rosa Luxemburg

Breiteste demokratische Partizipation und Bewusstseinsbildung der arbeitenden Bevölkerung waren für die Autorin die einzigen Garantien für einen erfolgreichen Aufbau des Sozialismus in Russland und überhaupt in Europa und der Welt.

### Weimarer Republik
In der Novemberrevolution, die den Ersten Weltkrieg beendete, bildeten SPD und USPD am 10. November 1918 eine paritätisch besetzte Übergangsregierung, den Rat der Volksbeauftragten. Damit war eine historische Chance zum Aufbau eines demokratischen Sozialismus in Deutschland gegeben. Beim Reichsrätekongress beschloss eine große Mehrheit der Delegierten am 16. Dezember 1918 baldige parlamentarische Wahlen und die sofortige Sozialisierung der Industrie, besonders der kriegswichtigen Industriezweige. Der Übergangsrat zerbrach am 29. Dezember 1918 an unüberbrückbaren Gegensätzen zwischen SPD- und USPD-Vertretern über seine Ziele und Kompetenzen. Sie führten am 4. Januar 1919 zum Januaraufstand, den die SPD-Führung vom 6. bis 12. Januar mit kaiserlichem Militär blutig niederschlagen ließ. In den folgenden Nationalratswahlen vom 19. Januar 1919 erhielten SPD und USPD auch zusammen keine parlamentarische Mehrheit, so dass die Weimarer Verfassung vom August 1919 das Privateigentum an Produktionsmitteln schützte und nur sozialstaatliche Eingriffe zuließ. Die USPD verlor danach rasch an Bedeutung und löste sich 1922 auf.
Der am 9. November 1918 gegründete Spartakusbund und weitere linksradikale Gruppen hatten am 1. Januar 1919 die Kommunistische Partei Deutschlands als revolutionäre Alternative zur SPD und USPD gegründet. Die KPD beschloss das von Rosa Luxemburg Anfang Dezember 1918 formulierte Programm des Spartakusbundes und damit einen demokratischen Weg zum Sozialismus:

„Der Spartakusbund wird nie anders die Regierungsgewalt übernehmen als durch den klaren, unzweideutigen Willen der großen Mehrheit der proletarischen Masse in Deutschland, nie anders als kraft ihrer bewußten Zustimmung zu den Ansichten, Zielen und Kampfmethoden des Spartakusbundes.“

Diese Aussage band die KPD an eine breite Soziale Bewegung und richtete sich gegen Vorstellungen, eine Räterepublik durch Putsch notfalls gegen eine Bevölkerungsmehrheit durchsetzen zu können.
Nach Rosa Luxemburgs Ermordung am 19. Januar 1919 lehnte sich die KPD jedoch bald kritiklos an Lenin und später an Stalin an. Sie trat 1919 der in Moskau gegründeten, später gänzlich von der KPdSU dominierten Komintern bei, die eine proletarische Weltrevolution unter sowjetischer Führung anstrebte. 1920 beschloss die KPD mit Zustimmung der Komintern eine „Offensivstrategie“ und versuchte 1921, die Märzkämpfe in Mitteldeutschland für einen Putsch gegen die Regierungskoalition zu nutzen. Rosa Luxemburgs Vertrauter Paul Levi veröffentlichte daraufhin ihren Aufsatz zur russischen Revolution, um die KPD zum Kurswechsel zu bringen und ihre Positionierung gegen die SPD-Linke in Frage zu stellen. Daraufhin schloss die KPD Levi aus. Stalin und die KPdSU werteten Rosa Luxemburgs Positionen fortan als „Luxemburgismus“ ab. 1928 übernahm die KPD die Sozialfaschismusthese Stalins, wonach die Sozialdemokratie als Steigbügelhalterin des Faschismus zu gelten habe und vorrangig zu bekämpfen sei.
Der Gegensatz zwischen SPD und KPD blieb in der ganzen Weimarer Zeit unüberbrückbar. Das begünstigte den Aufstieg der NSDAP, die unter dem Begriff Nationalsozialismus den Sozialismusbegriff besetzte und in sein Gegenteil umdeutete. Nur die Linke Opposition der KPD, die 1931 gegründete kleine SAP und seit 1932 der Internationale Sozialistische Kampfbund (ISK) setzten sich für eine Zusammenarbeit von Kommunisten und Sozialdemokraten im Kampf gegen die NSDAP ein. Der Mitgründer der SAP Willy Brandt verstand Sozialismus als materielle Realisierung des Gleichheitsideals durch praktische Solidarität: „Für uns war Sozialismus gleichbedeutend mit Kampf gegen Unrecht und Ausbeutung, Unterdrückung und Krieg: links, wo das Herz schlägt.“ Er lehnte damals eine kapitalistische Klassengesellschaft ab, bejahte aber ab 1935 im Exil in Norwegen einen Regierungseintritt der norwegischen Arbeiterpartei, um Reformen für gerechtere Lebensbedingungen durchzusetzen. Zugleich setzte er sich für internationalen Zusammenhalt aller Sozialisten gegen Krieg und Faschismus ein. Diese Haltung prägte bleibend sein Verständnis des demokratischen Sozialismus.

### Zeit des Nationalsozialismus
Nach seiner Machtergreifung am 30. Januar 1933 verbot das NS-Regime die Linksparteien, ermordete oder inhaftierte ihre Führungskräfte, schaltete die deutschen Gewerkschaften gleich und zerstörte so sämtliche demokratischen Organisationen der deutschen Arbeiterbewegung. Daraufhin wandte sich die verfolgte und stark dezimierte KPD 1934 von der Sozialfaschismusthese ab, um eine Einheitsfront aller Antifaschisten im Untergrund bzw. Exil aufzubauen.
Doch nach Stalins „Großem Terror“ (1936–1938), dem auch Tausende geflohener deutscher Kommunisten zum Opfer fielen, und dem Hitler-Stalin-Pakt 1939 waren die meisten ebenfalls verfolgten Sozialisten und Sozialdemokraten vollends desillusioniert. Im März 1941 bildete sich unter Führung der Sopade in London die „Union deutscher sozialistischer Organisationen“, bestehend aus Exil-SPD, SAP, ISK und der Gruppe Neu Beginnen. Diese Union betonte einen demokratischen Sozialismus „ohne bürokratische Diktatur“, um sich vom Stalinismus abzugrenzen. Eine Einheitsfront mit Exilkommunisten wurde dort zwar diskutiert, aber nicht verwirklicht, da auch die Exil-KPD weiterhin loyal zu Stalin blieb, die Sozialdemokraten oft als „Agentin des Hitlerismus im Ausland“ denunzierte und die Vertreibungen und Eroberungen der Roten Armee kritiklos rechtfertigte. So blieb „demokratischer Sozialismus“ in dieser Zeit vornehmlich Sammelbegriff für alle vom NS-Regime verfolgten Sozialisten, die sich damit gegen alle stalinistisch geprägten Kommunisten und ihre Ablegerparteien in Europa abgrenzten.

### Westzonen und Bundesrepublik
Für die 1946 in den drei Westzonen von Kurt Schumacher neu gegründete SPD waren „demokratischer Sozialismus“ und „soziale Demokratie“ gleichbedeutend. Der Begriff stand für die Bewahrung ihrer Traditionen und für die Abgrenzung vom Monopolkapitalismus, den Schumacher als für das Scheitern der Weimarer Republik verantwortliche Wurzel des Faschismus ansah. Um dessen Wiederkehr zu verhindern, müsse der politische Missbrauch der wirtschaftlichen Macht durch grundlegende gesellschaftliche Veränderungen dauerhaft ausgeschlossen werden: „Deutschland […] ohne Sozialisierung all der Stellen, an denen große Kapitalien gesammelt werden können, ist unmöglich für die Zukunft.“ Er wandte sich ebenso gegen den Sowjetkommunismus und das Programm der SED. Gegen die Begründung einer Einheitspartei aus den Erfahrungen von Weimar hielt Schumacher die Prinzipien der Demokratie hoch: Diese seien wichtiger als ein Bündnis mit den Kommunisten. Diese Sicht setzte er auch in der neugegründeten Sozialistischen Internationale durch. In deren Erklärung vom Juli 1951 hieß es daraufhin: „Es gibt keinen Sozialismus ohne Freiheit. Der Sozialismus kann nur durch die Demokratie verwirklicht, die Demokratie nur durch den Sozialismus vollendet werden.“
Nach mehreren Wahlniederlagen und der unter Konrad Adenauer durchgesetzten Westbindung der Bundesrepublik erkannte die SPD die von Wirtschaftsminister Ludwig Erhard konzipierte Soziale Marktwirtschaft an und verlangte nur noch, dass der Staat deren Erträge gerecht verteilen müsse. In ihrem Godesberger Programm von 1959 blieb „demokratischer Sozialismus“ der leitende, aber neu definierte Zentralbegriff. Die Einleitung stellte den fundamentalen Widerspruch zwischen hochentwickelter Produktivität und ungerechter Verteilung der Profite heraus: Gegenwärtig seien „ungeheure Reichtümer“ angesammelt worden, „ohne allen einen gerechten Anteil an dieser gemeinsamen Leistung zu verschaffen“. Voraussetzung dafür sei, dass der Mensch „die täglich wachsende Macht über die Naturkräfte nur für friedliche Zwecke einsetzt“ und „das Wettrüsten verhindert“. Das könne „zum erstenmal in seiner Geschichte jedem die Entfaltung seiner Persönlichkeit in einer gesicherten Demokratie ermöglichen […] zu einem Leben in kultureller Vielfalt, jenseits von Not und Furcht.“ Das zu gewährleisten, den Weltfrieden zu sichern und die genannten Widersprüche aufzulösen, sei Aufgabe und Ziel der SPD: „Nur durch eine neue und bessere Ordnung der Gesellschaft öffnet der Mensch den Weg in seine Freiheit. Diese neue und bessere Ordnung erstrebt der demokratische Sozialismus.“ Dieser wurde also einerseits als internationale Friedensordnung, andererseits als zukünftige demokratische und pluralistische Weltgesellschaft ohne Elend, als Teilhabe aller Menschen an Wohlstand, Selbstbestimmung, Bildung und sozialen Absicherungen verstanden. Dabei versuchte das Programm den Begriff als bessere Alternative sowohl zum Marxismus und undemokratischen Realsozialismus des Ostblocks als auch zu unsozialen Tendenzen des westlichen Kapitalismus darzustellen, um so den Anspruch der SPD als regierungsfähige linke Volkspartei zu untermauern. Zugleich wurde die Parteilinke mit Hilfe dieses Leitbilds eingebunden. Das Ziel einer Demokratisierung der Produktionsverhältnisse und Produktionsmittel, das in den frühen SPD-Programmen zentralen Rang hatte, fehlte.
In Reaktion darauf und auf die 1966 gebildete Große Koalition bildete sich eine Außerparlamentarische Opposition und Studentenbewegung. Dieser fehlte weitgehend die gesellschaftliche Verankerung und Zustimmung bei Arbeitern und Gewerkschaften. Der SDS, den die SPD 1961 ausgeschlossen hatte, wandte sich dem Neomarxismus zu. Ab etwa 1969 bildeten sich sogenannte K-Gruppen, die sich an Lenin, Leo Trotzki, Stalin und/oder Mao Zedong orientierten und ihr Sozialismusverständnis dogmatisierten. Einen demokratischen Sozialismus vertritt das aus dem Zerfall des SDS hervorgegangene Sozialistische Büro.
Der 1969 zum Bundeskanzler gewählte Willy Brandt hatte nach der sowjetischen Berlinblockade 1948 auf dem Berliner SPD-Parteitag 1949 erklärt: Weil der Mensch im Zentrum der von der SPD angestrebten Gesellschaftsordnung stehe, könne es keinen Sozialismus ohne Demokratie, Menschlichkeit, Freiheit, individuelle Rechte und moralische Normen geben. „Nur durch die Rettung der unersetzlichen Werte der abendländischen Kultur können wir Hoffnung hegen, zu höheren Formen menschlichen Zusammenlebens emporzusteigen.“ Demokratischer Sozialismus sei kein „abgeschlossenes System“, sondern beruhe „auf dem Bekenntnis zur Freiheit, zum Humanismus, zum Rechtsstaat und zur sozialen Gerechtigkeit.“ Von da aus forderte er seit den 1960er Jahren mehr betriebliche Mitbestimmung und demokratische Teilhabe und kündigte 1969 in seiner Regierungserklärung an, „mehr Demokratie zu wagen“. Außenpolitisch strebte er eine Überwindung des Kalten Krieges und eine gesamteuropäische Friedensordnung an.
Seit seinem Rücktritt als Bundeskanzler 1974 versuchte Brandt mit Bruno Kreisky und Olof Palme ein internationales Netzwerk des demokratischen Sozialismus aufzubauen, das die Dritte Welt einbeziehen sollte. Auf dem Mannheimer Parteitag 1975 wurde dazu auf seine Initiative eine „Allianz für Frieden und Fortschritt“ gegründet, die nichtkommunistische Linksparteien in Dritte-Welt-Staaten zusammenführen sollte. Als neu gewählter Vorsitzender der Sozialistischen Internationale kündigte Brandt 1976 Vorstöße für eine gerechte Neue Weltwirtschaftsordnung an. 1977 gründete er dazu die Nord-Süd-Kommission und gab deren Nord-Süd-Bericht in Auftrag, der 1980 erschien. Der Bericht betonte die gegenseitige Abhängigkeit von Industriestaaten und sogenannten Entwicklungsländern und forderte vor allem von den Industriestaaten einen allmählichen Abbau globaler Ungerechtigkeit, die er als zentrale soziale Frage verstand. Brandt betonte, dies solle den Entwicklungsländern nicht das westliche Gesellschaftsmodell überstülpen, sondern ihnen unabhängige, ihrer Lage und ihren Bedürfnissen angemessene Politik ermöglichen.
Bei der Bundestagswahl 1969 mit Willy Brandt als Spitzenkandidaten hatte die SPD Teile der Studentenbewegung für sich gewinnen und einbinden können. Seit Brandts Nachfolger als Bundeskanzler Helmut Schmidt den NATO-Doppelbeschluss vorantrieb (ab 1979), verlor die SPD ihren Zusammenhalt und große Teile der jüngeren Wählergeneration, die sich in der Friedensbewegung betätigten. 1982 gründeten die ehemaligen SPD-Bundestagsabgeordneten Karl-Heinz Hansen und Manfred Coppik die Partei Demokratische Sozialisten, die erste deutsche Partei mit diesem Namen. Ihr Programm griff außerparlamentarische Forderungen zur Friedens-, Wirtschafts- und Rechtspolitik auf und wollte sie parlamentarisch gegen die als erstarrt, kritik- und reformunfähig betrachtete SPD-Führung wirksam werden lassen. Die neue Partei verfehlte jedoch den Einzug in den Bundestag, da die meisten Anhänger der Friedensbewegung sich den bereits 1979 gegründeten Grünen zuwandten und die DS kein eigenes wirtschaftspolitisches Profil gewann. Dieser Versuch blieb von kurzer Dauer, auch weil die SPD in der Opposition ab 1983 ihrerseits wieder viele Positionen der Parteilinken übernahm.

### SBZ und DDR
Im Juli 1945 gründete der Sozialdemokrat Hermann Brill in Thüringen einen „Bund der demokratischen Sozialisten“ als neue, gemeinsame Nachfolgepartei für Sozialdemokraten und Kommunisten in der SBZ. Als dessen Programm hatte er das Buchenwalder Manifest mitverfasst. Die sowjetische Militärregierung verlangte jedoch, den Parteinamen und das Programm aufzugeben und die Partei den Richtlinien des Berliner Zentralausschusses der SPD zu unterstellen. Dieser hatte seinerseits im Juni 1945 „Demokratie in Staat und Gemeinde, Sozialismus in Gesellschaft und Wirtschaft“ gefordert. Er wurde von den Besatzern in die Rolle eines Führungsorgans der ganzen Ost-SPD gedrängt und bejahte später auf Druck der Besatzungsmacht eine von den Kommunisten geführte Einheitspartei in der SBZ.
Die von Otto Grotewohl geführten Sozialdemokraten der Ostzone gründeten gemeinsam mit Kommunisten im April 1946 die Sozialistische Einheitspartei Deutschlands (SED). Diese definierte „Demokratischen Sozialismus“ in der von ihr allein regierten DDR als Synonym für idealistischen, bloß moralischen und darum illusionären „Sozialdemokratismus“:

„Im Gegensatz zum wissenschaftlichen Kommunismus beschränkt sich die Konzeption vom „demokratischen Sozialismus“ auf eine moralische Verurteilung und auf eine moralische Begründung der Forderung nach dem Sozialismus. Der „demokratische Sozialismus“ wird als Ideal interpretiert, das ohne tiefgreifende gesellschaftliche Veränderungen andauernd anzustreben sei. […] Statt des Klassenkampfes, des revolutionären Kampfes des Proletariats um die politische Macht, propagieren die Vertreter des „demokratischen Sozialismus“ die Veränderung der kapitalistischen Gesellschaft mittels Reformen […]. Nicht das gesellschaftliche Eigentum an Produktionsmitteln, sondern die Kontrolle der Monopole durch den „klassenneutralen“ Staat, nicht der revolutionäre Sturz des imperialistischen Staates, sondern die Erringung der parlamentarischen Mehrheit ist ihr erklärtes Ziel.
 Die Erfahrungen des Klassenkampfes bestätigen, daß der „demokratische Sozialismus“ eine illusionäre Gesellschaftsauffassung ist; untauglich, grundlegende soziale und politische Veränderungen im Interesse der Arbeiterklasse durchzusetzen.“

Diese Abwertung benutzte die SED bis in die 1970er Jahre hinein als Propagandamittel des Kalten Krieges.
Reformanläufe in der SED wurden seit dem 17. Juni 1953 unterdrückt und gewannen wegen fehlender Meinungs-, Presse- und Organisationsfreiheit in der DDR keine öffentliche Resonanz. Wolfgang Harich forderte 1956 im Zuge der Entstalinisierung nach dem XX. Parteitag der KPdSU eine programmatische Demokratisierung der SED. Vertreter der DDR-Opposition wie Robert Havemann, Wolf Biermann und Rudolf Bahro, die sich als demokratische Sozialisten oder Kommunisten verstanden, wurden jedoch ausgegrenzt, aus der SED ausgeschlossen, erhielten Berufsverbot, Hausarrest, Haft oder Ausbürgerung. Rosa Luxemburgs Schriften wurden in der DDR erst ab 1974 vollständig veröffentlicht und dabei im Sinne der SED-Doktrinen kommentiert. Ihre Leninkritik, ihr Demokratieverständnis, ihr Partei- und Revolutionskonzept wurden weiterhin als „Luxemburgismus“ abgewehrt.
Gegner des Stalinismus dagegen beriefen sich oft auf ihre Kritik an Lenin. So planten Bürgerrechtler, an der staatlich angeordneten Liebknecht-Luxemburg-Demonstration am 15. Januar 1988 mit kritischen Plakataufschriften teilzunehmen, darunter dem bekannten Luxemburgzitat „Freiheit ist immer [auch] Freiheit der Andersdenkenden.“ Die SED bestrafte die Teilnehmer mit Haft, Geldbußen oder erpresste ihre Ausbürgerung. Der damalige DDR-Staatsratsvorsitzende Erich Honecker wurde daraufhin im In- und Ausland an diese Kundgebung erinnert und mit dem Luxemburgzitat konfrontiert.
Die Wende in der DDR von 1989/90 entzog der SED ihre Macht. Deren Mitglieder setzten ab Oktober 1989 erst die gesamte Führungsriege ab und schlossen sie dann aus der Partei aus. Die Oppositionsgruppen Neues Forum und Demokratischer Aufbruch bezeichneten ihre Konzepte einer reformierten, blockfreien DDR manchmal auch als „demokratischen Sozialismus“. Als auch die SED unter Hans Modrow diesen Begriff übernahm, distanzierten sich die Bürgerrechtler jedoch davon, da sie darin einen Vereinnahmungsversuch zur Restauration von SED-Macht sahen.

### SPD seit 1989
Das 1989 maßgeblich von Oskar Lafontaine verfasste, bis 2007 gültige Berliner Programm der SPD nannte den demokratischen Sozialismus als eine unter mehreren Traditionen der Parteigeschichte:

„Die Sozialdemokratie führt die Tradition der demokratischen Volksbewegungen des neunzehnten Jahrhunderts fort und will daher beides: Demokratie und Sozialismus, Selbstbestimmung der Menschen in Politik und Arbeitswelt.“

Das setzte eine Dualität von politischer und ökonomischer Selbstbestimmung voraus. Das Godesberger Programm habe aus den historischen Erfahrungen neue und richtige Folgerungen abgeleitet:

„Es verstand Demokratischen Sozialismus als Aufgabe, Freiheit, Gerechtigkeit und Solidarität durch Demokratisierung der Gesellschaft, durch soziale und wirtschaftliche Reform zu verwirklichen.“

Das „Scheitern des Kommunismus“ – der Zusammenbruch der Regimes des Ostblocks 1989–1991 – habe die Sozialdemokraten darin bestätigt, dass soziale Gerechtigkeit und individuelle Freiheit untrennbar seien:

„Das Ziel einer freien, gerechten und solidarischen Gesellschaftsordnung ist für alle Zukunft nicht von der Garantie der Menschenrechte als Voraussetzung politischer und sozialer Gleichheit zu trennen. Die Entscheidung der demokratischen Sozialisten, auf der Grundlage von Demokratie und Menschenrechten eine bessere Ordnung der Gesellschaft zu verwirklichen, hat sich als der richtige Weg auch für die Zukunft erwiesen.“

Das Ziel wurde also mit dem Weg dorthin gleichgesetzt, die Menschenrechte wurden nicht als erst international noch zu garantierende Aufgabe, sondern als bestehende Garantie für die Richtigkeit des bisherigen Weges in Anspruch genommen. Im Folgenden nennt das Programm „geistige Wurzeln“ des Demokratischen Sozialismus in Europa: Christentum, Humanismus, Aufklärung, Marxsche Geschichts- und Gesellschaftslehre, Erfahrungen der Arbeiterbewegung und die Ideen der Frauenbefreiung. Diese Ideen aus dem 19. Jahrhundert seien erst nach über 100 Jahren wirksam geworden. Ausgehend von dieser historischen Erfahrung sollte der Demokratische Sozialismus weiterhin das Fundament der SPD-Politik für Freiheit, Gerechtigkeit und Solidarität bilden, die als verpflichtende Grundwerte verstanden wurden.
Unter Bundeskanzler Gerhard Schröder verwendete die SPD-Führung den Begriff kaum, weder für programmatische noch für praktische Ziele. Dies hing mit der Abkehr vom Berliner Programm seit dem Schröder-Blair-Papier (1999) und der „Agenda 2010“ zusammen. Im August 2003 vor dem 140. Jahrestag der SPD schlug der damalige Generalsekretär Olaf Scholz vor, den Begriff ganz aus dem künftigen SPD-Grundsatzprogramm zu streichen:

„Es gibt keinen Zustand mit diesem Namen, der auf unsere marktwirtschaftlich geprägte Demokratie folgen wird. Deshalb sollten wir nicht solche Illusionen erzeugen.“

Die Partei müsse im 21. Jahrhundert „die Blickrichtung wechseln“. Der Begriff lege den Irrtum nahe, dass die SPD ein Konzept jenseits des Kapitalismus vertrete.
Scholz löste damit eine heftige parteiinterne Debatte aus. Für den Parteivorsitzenden Franz Müntefering kam der Vorstoß „zur Unzeit“; inhaltlich widersprach er nicht. Viele einfache Parteimitglieder und Vertreter des linken Parteiflügels protestierten dagegen, das Ziel einer besseren Wirtschafts- und Gesellschaftsordnung aufzugeben. Der damalige SPD-Vizevorsitzende Wolfgang Thierse erklärte, richtige Erkenntnisse der Gegenwart seien „immer auch ein Ergebnis eines Lernprozesses, der die Vergangenheit mit der Zukunft verbindet“. Daher solle man den Begriff historisch erklären, nicht streichen. Für Andrea Nahles war der Vorschlag von Scholz ein Angriff auf die Identität der SPD, vergleichbar mit der Forderung an die CDU, das C aus ihrem Parteinamen zu streichen. Der frühere SPD-Programmautor Erhard Eppler, der sich auf einem Sonderparteitag im selben Jahr zuvor erfolgreich für Schröders in der SPD umstrittene Agendapolitik eingesetzt hatte, erklärte, ohne den demokratischen Sozialismus im Programm sei die SPD für ihn wie eine „Kirche, die nicht mehr Ostern feiert.“ Tilman Fichter, Mitglied im SPD-Parteivorstand von 1987 bis 2001, warf Schröder und Scholz „historisches Unwissen“ vor. Die SPD müsse sich mit der Krisenanfälligkeit des globalen Kapitalismus auseinandersetzen. Scholz habe darin Recht, dass das Berliner Programm den Begriff Demokratischer Sozialismus zwar verwende, aber nicht mehr definiere.
Das am 28. Oktober 2007 beschlossene Hamburger Programm hebt den Begriff als Tradition der SPD und gesamtgesellschaftliche Zielvorstellung erneut hervor:

„Unsere Geschichte ist geprägt von der Idee des demokratischen Sozialismus, einer Gesellschaft der Freien und Gleichen, in der unsere Grundwerte verwirklicht sind. Sie verlangt eine Ordnung von Wirtschaft, Staat und Gesellschaft, in der die bürgerlichen, politischen, sozialen und wirtschaftlichen Grundrechte für alle Menschen garantiert sind, alle Menschen ein Leben ohne Ausbeutung, Unterdrückung und Gewalt, also in sozialer und menschlicher Sicherheit führen können. Das Ende des Staatssozialismus sowjetischer Prägung hat die Idee des demokratischen Sozialismus nicht widerlegt, sondern die Orientierung der Sozialdemokratie an Grundwerten eindrucksvoll bestätigt. Der demokratische Sozialismus bleibt für uns die Vision einer freien, gerechten und solidarischen Gesellschaft, deren Verwirklichung für uns eine dauernde Aufgabe ist. Das Prinzip unseres Handelns ist die soziale Demokratie.“

Zu den wichtigsten Zielen erklärt dieses Programm ferner „dauerhaften Frieden“, „Sicherung der ökologischen Lebensgrundlagen“, die „Gleichberechtigung und Selbstbestimmung aller Menschen“, „eine friedliche und gerechte Weltordnung“, „nachhaltigen Fortschritt“, „den vorsorgenden Sozialstaat“ und die „[solidarische] Bürgergesellschaft“.
In der vom SPD-Parteivorstand zuletzt 2023 beschlossenen „Richtlinie für die Tätigkeiten der Arbeitsgemeinschaften in der SPD“ werden die Arbeitsgemeinschaften der Jungsozialisten, der sozialdemokratischen Juristen und für Bildung ausdrücklich mit der Aufgabe betraut, „für den“, „im Sinne des“ bzw. „für die Ziele des“ demokratischen Sozialismus tätig zu werden.
Die Jungsozialisten (Jusos) orientieren sich ebenfalls an diesem Begriff und verstehen ihn als Ziel der größtmöglichen Freiheit des Individuums im Rahmen umfassender gesellschaftlicher Solidarität, die eine Demokratisierung aller Lebensbereiche und eine Wohlstandsgarantie für alle durch gerechte Verteilung von Gütern, Einkommen und Bildungschancen verlange. Sie stellen demokratischen Sozialismus aber stärker als gesellschaftliche Alternative zum Kapitalismus dar und schließen daher Bündnisse mit anderen Linksparteien und gesellschaftlichen Kräften nicht aus.

### PDS / Die Linke seit 1989
Im Dezember 1989 hatte eine SED-Parteitagsmehrheit den Parteinamen ergänzt, im Februar 1990 den Zusatz Partei des Demokratischen Sozialismus (PDS) zum neuen Parteinamen gemacht. Damit beanspruchte die Nachfolgepartei der SED jene sozialdemokratischen Traditionen der USPD und SPD-Linken für sich, die gegen die Kriegsbejahung der Mehrheits-SPD, dann gegen den „Demokratischen Zentralismus“ Lenins und Stalins gerichtet waren. Ihr Programm von 1993 betonte eine Gesellschaft, deren Entwicklung Frieden, Gewaltfreiheit und soziale Gerechtigkeit hervorbringen, die Ausbeutung des Menschen abschaffen und Raubbau an der Natur überwinden soll. Im Kontrast zur SPD wurde der Demokratische Sozialismus zur gesamtpolitischen Zielvorstellung erhoben und als Gesellschaftsordnung aufgefasst, die den Kapitalismus nicht nur zähmen, sondern ablösen soll. Die Dominanz des freien Marktes und des Profitstrebens in allen Lebensbereichen und allen zwischenmenschlichen Beziehungen sollte aufgehoben werden. Der Demokratische Sozialismus galt daher nicht notwendig als Gegensatz zum klassischen Marxismus.
In einem Programmentwurf der PDS von 2003 hieß es:

„Die sozialistische Idee ist durch ihren Missbrauch als Rechtfertigung von Diktatur und Unterdrückung beschädigt worden. Die Erfahrungen der DDR einschließlich der Einsicht in die Ursachen ihres Zusammenbruchs verpflichten uns, unser Verständnis von Sozialismus neu zu begründen. […] Die PDS strebt eine sozialistische Gesellschaft an, die das Selbstbestimmungsrecht aller Menschen und Völker garantiert. Sie verwirklicht eine sich auf die politischen, wirtschaftlichen, ökologischen und kulturellen Verhältnisse erstreckende Demokratie. Sie erfordert die Unterordnung der Produktions-, Verteilungs- und Konsumtionsweise unter das Prinzip, allen Bürgerinnen und Bürgern die Bedingungen für ein selbstbestimmtes und solidarisches Leben zu ermöglichen.“

Auch die Nachfolgepartei der PDS Die Linke bekennt sich in ihrem Parteiprogramm zum Demokratischen Sozialismus. Dabei wird eine Mischform aus Plan- und Marktwirtschaft angestrebt, aus der sich insgesamt eine nicht kapitalistische Gesellschaft ergeben soll. Das Bankensystem und Schlüsselindustrien sollen in öffentliche oder genossenschaftliche Hand überführt werden. Kleine und mittelständische private Unternehmen sollen fortbestehen können, wobei die Eigentumsform als Genossenschaft stark gefördert werden soll. Diese Gesellschaftsform soll mit Gewaltenteilung, demokratischer Kontrolle durch Parlamente und außerparlamentarische Bewegungen vor erneutem Machtmissbrauch geschützt werden.

## Demokratische Republik Georgien
Nach dem Zusammenbruch des Russischen Kaiserreiches in Folge der Februarrevolution 1917 konsolidierte sich ab 1918 die Demokratische Republik Georgien, bei der ersten freien Wahl 1918 kamen dort die sogenannten Menschewiki, mit einer überwältigenden Mehrheit von 81,5 %, an die Macht. Diese versuchten dann auf demokratisch-rechtsstaatlichem Wege eine sozialistische Gestaltung des Landes, wurden aber bereits 1921 durch die benachbarten russischen Kommunisten um Lenin, die so genannten Bolschewiki, gewaltsam gestürzt und das Land in die Georgische Sozialistische Sowjetrepublik umgewandelt, das dann ab 1922 Teil der Sowjetunion wurde. Die Politik der Menschewiki in Georgien übte auch großen Einfluss auf die deutschen Sozialdemokraten, besonders im Umgang mit der KPD aus, so bezeichnete der deutsch-tschechische sozialistische Theoretiker Karl Kautsky in seiner 1921 verfassten Schrift Georgien: Eine sozialdemokratische Bauernrepublik das Vorgehen der Roten Armee als „Moskauer Bonapartismus“. Bolschewismus sei zu einem „Synonym für ständigen Krieg, Hunger und Armut und auch für die Aufhebung jeglicher Freiheit für Proletarierbewegungen geworden“.

## Ungarn
Im Zuge der Entstalinisierung wurde 1953 der Stalinist Mátyás Rákosi abgesetzt und durch Imre Nagy ersetzt, dieser begann eine durchgreifende Reformpolitik und wurde für viele Ungarn zum Hoffnungsträger einer besseren Zukunft, als er die Idee des „nationalen und menschlichen Sozialismus“ propagierte. 1955 wurde er allerdings wieder abgesetzt und durch den Hardliner András Hegedüs ersetzt. Nachdem Hegedüs viele Reformen Nagys wieder zurücknahm, kam es infolgedessen zum Ungarischen Volksaufstand, der erneut Nagy an die Macht brachte, jedoch konnte er seine Reformen durch den Einmarsch sowjetischer Truppen nicht mehr umsetzen, 1958 wurde er hingerichtet.

## Polen
In der Londoner Polnischen Exilregierung waren mehrere Politiker der Polnischen Sozialistischen Partei vertreten. Ein führender theoretischer Kopf war Adam Ciołkosz (1901–1978), der sich scharf von den polnischen Kommunisten abgrenzte und mehrere Bücher und Artikel zum demokratischen Sozialismus veröffentlichte.

## Tschechoslowakei

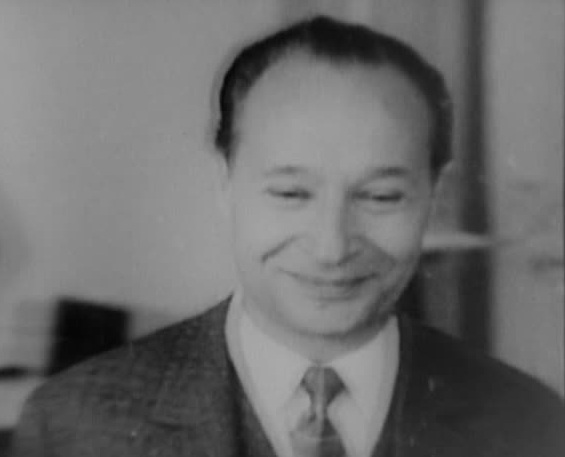
Alexander Dubček 1968

KPČ-Führer Alexander Dubček versuchte im Prager Frühling 1968, die von der Sowjetunion installierte Planwirtschaft in der Tschechoslowakei mit marktwirtschaftlichen Freiräumen zu mischen. Er hob die Zensur der Medien auf und ließ autonome Gewerkschaften zu. Der tschechisch-schweizerische Wirtschaftswissenschaftler Ota Šik hatte dieses gemischte Wirtschaftsmodell seit 1960 konzipiert und es als Wirtschaftsminister unter Dubček umzusetzen begonnen. Er bezeichnete es später als „Dritten Weg“ eines demokratischen Sozialismus, der eine Alternative zum Staatskommunismus des Ostens und Kapitalismus des Westens bilde und so ein zukunftsträchtiges Modell für ganz Europa werden könne.
Die Reformen Dubčeks und Šiks wurden im Westen vielfach als „Sozialismus mit menschlichem Antlitz“ bezeichnet und als Vorbild eines demokratischen Sozialismus begrüßt. Das Verhältnis von liberal-marktwirtschaftlichen, demokratischen und sozialistischen Bestandteilen in Šiks Konzept blieb umstritten. Manche Vertreter der Neuen Linken in Westeuropa begrüßten und vertraten es mit eigenen Ergänzungen, etwa Ossip K. Flechtheim und Arnold Künzli, andere stellten es als zu wenig sozialistisch in Frage, etwa Hans-Jürgen Krahl. Manche sahen Šiks Modells als einen durch genossenschaftliche Elemente ergänzten Kapitalismus; der Rechtsanthropologe Wolfgang Fikentscher definierte es als „Arbeitnehmerkapitalismus“.
Nach dem Übergang zur Marktwirtschaft 1989 blieb in der Tschechoslowakei eine kommunistische Partei bestehen, von der sich 1990 eine Minderheit abspaltete und eine Partei des Demokratischen Sozialismus gründete.

## Eurokommunismus
Die kommunistischen Parteien Westeuropas grenzten sich etwa seit dem XX. Parteitag der KPdSU 1956 allmählich vom Sowjetkommunismus ab und entwickelten ihre politischen Programme in unterschiedlichem Tempo in die Richtung eines je eigenständigen demokratischen Sozialismus, der seit etwa 1975 „Eurokommunismus“ genannt wurde. Sie erkannten die Bürgerrechte von Meinungs-, Versammlungs- und Organisationsfreiheit, die parlamentarische Demokratie, den Parteienpluralismus, die Marktwirtschaft und das Privateigentum an Produktionsmitteln dauerhaft an und lehnten jeden ideologischen und politischen Führungsanspruch der Sowjetunion und damit den Marxismus-Leninismus und die Diktatur des Proletariats im Sinne Lenins ab. Die KP Spaniens unter Santiago Carrillo lehnte seit 1973 auch den innerparteilichen demokratischen Zentralismus als undemokratisch und nichtmarxistisch ab. 1976 lehnten 26 westeuropäische KP-Führer in Ost-Berlin auch den „proletarischen Internationalismus“ ab, der traditionell eine praktische Vorteilsnahme sowjetischer Interessen bedeutet hatte. Das Ziel eines radikalen Gesellschaftswandels zur Herstellung ökonomisch-materieller Gleichheit bewahrten sie, betonten aber, dass es nur durch demokratische Überzeugung der Bevölkerungsmehrheit erreicht und diese nicht durch anschließende Parteidiktatur zementiert werden könne und dürfe. Sie setzten dabei auch auf einen inneren Wandel des Sowjetkommunismus.
Wieweit ihre Ziele und Mittel sich noch von denen der Sozialdemokratie unterscheiden, konnten führende Eurokommunisten trotz theoretischer Profilierungsversuche vielfach nicht mehr deutlich machen. Auch deshalb verloren die eurokommunistischen Parteien besonders seit dem Zerfall der Sowjetunion 1990 an politischem Einfluss.

## Lateinamerika
In Lateinamerika gab es seit 1970 in mehreren Staaten Versuche, einen demokratischen Sozialismus aufzubauen. Sie unterschieden sich von Fidel Castros Politik in Kuba, der sich nach seiner erfolgreichen Revolution 1959 außenpolitisch und ideologisch an die Sowjetunion angelehnt und innenpolitisch gegen die Zielvorstellungen der meisten Intellektuellen und Führungskader eine Planwirtschaft und ein Einparteiensystem durchgesetzt hatte.
Der Marxist Salvador Allende vertrat mit ausdrücklicher Abgrenzung von Kubas Modell einen verfassungskonformen, gewaltlosen und schrittweise jeweils mit demokratischen Mehrheiten legitimierten Weg zum Sozialismus, der für ihn unauflösbar mit Rechtsstaatlichkeit, Meinungs- und Organisationsfreiheit verbunden blieb. Mit dem Wahlbündnis Unidad Popular gewann er in Chile 1970 eine breite, bei seiner Wiederwahl 1972 noch vergrößerte parlamentarische Mehrheit. Mit dieser verstaatlichte er die Schlüsselindustrien besonders im Kupferbergbau, enteignete dabei ausländische, vor allem US-amerikanische Kapitalgesellschaften, gab den Kleinbauern mit einer Bodenreform Anteile am Grundbesitz und förderte Ernährung, Gesundheit und Bildung mit großangelegten staatlichen Programmen. Sein Versuch scheiterte jedoch an der folgenden Inflation, Wirtschaftssanktionen der USA, zum Teil gewaltsam niedergeschlagenen Massenstreiks der Bergarbeiter und Gewaltbereitschaft starker oppositioneller Kräfte. Diese entmachteten ihn 1973 mit einem von der CIA unterstützten Militärputsch und zerschlugen die Linksparteien Chiles mit Terror und Massenmorden.
Michael Manley regierte Jamaika von 1972 bis 1980 mit einem ähnlichen Programm wie Allende und wurde dann demokratisch und gewaltlos abgewählt.
In Grenada kam Maurice Bishop 1979 mit einem unblutigen Putsch und breiter Unterstützung der Bevölkerung an die Macht und versuchte dann, einen basisdemokratischen Sozialismus aufzubauen. Er wurde 1983 durch seinen prosowjetischen Stellvertreter Bernard Coard gestürzt und ermordet.
Die Sandinisten in Nicaragua gelangten unter Daniel Ortega, der sich selbst als Marxist sah, nach einem opferreichen Bürgerkrieg 1979 an die Macht und nahmen dann sozialpolitische Eingriffe in die bisherige, feudalkapitalistische Wirtschaftsordnung vor, darunter eine Landreform, eine Alphabetisierungskampagne und der Aufbau eines nationalen Gesundheitswesens. Diese Maßnahmen bezeichneten sie in Abgrenzung zu Kuba als demokratischen Sozialismus und versuchten, sie durch demokratische Wahlen zu legitimieren. In theoretischen Schriften betrachteten Vertreter der Sandinisten demokratische Reformen als Übergang zu einem voll verwirklichten Sozialismus der Zukunft, in dem genossenschaftliche, fiskalische und zentralplanerische Elemente verbunden sein sollten. Um den von den USA geförderten Contra-Krieg zu beenden, gewährten sie der Opposition, Medien und Wahlbeobachtern weitreichende Zugeständnisse. 1990 wurden sie daraufhin demokratisch abgewählt.
Ob die Sandinisten einen demokratischen Sozialismus anstrebten, ist umstritten. Von der US-Regierung behaupteter sowjetischer Einfluss ließ sich nicht nachweisen. Die westeuropäische Solidaritätsbewegung betrachtete die sandinistische Revolution als demokratischen Sozialismus im Sinne des tschechoslowakischen Dritten Weges; ähnlich auch oppositionelle Bürgerrechtler in der DDR. Deutsche Vertreter des linken SPD-Flügels wie Günter Grass sahen die Politik der Sandinisten als Anstoß zu einer gründlichen Reform des SPD-Programms und forderten eine Abkehr von der Wachstums- und Konsumideologie, eine neue Weltwirtschaftsordnung, uneigennützige Solidarität mit der Dritten Welt, Abrüstung, Auflösung der europäischen Militärbündnisse sowie volle Integration der Ökologie in die Produktionshaushalte der Industriestaaten.
Hugo Chávez verfolgte in Venezuela eine ähnliche Politik wie die Sandinisten, die er als Bolivarismus bezeichnete. Auch Bolivien unter Präsident Evo Morales orientiert sich an diesem Kurs. Chávez stützte sich dabei auch auf die Theorie Sozialismus des 21. Jahrhunderts seines ehemaligen Beraters Heinz Dieterich, die die marxistische Werttheorie mit Basisdemokratie verbindet. 2007 versuchte Chávez, seine Politik als demokratischen Sozialismus in einem neuen Verfassungsentwurf zu verankern; er erhielt bei der Volksabstimmung darüber jedoch keine Mehrheit. Sein Vorstoß fand auch bei demokratischen Sozialisten in Europa Kritik. Dieterich distanzierte sich 2008 von Chávez, weil dieser sich bevorzugt mit Ja-Sagern umgebe und die politische Debatte scheue.
Der Politologe Raul Zelik betont, dass Chavez von einer Bevölkerungsmehrheit 1998 gewählt und dezentral gegen Putschversuche 2002 verteidigt wurde. Seine Regierung habe danach relativ erfolgreiche Sozialprogramme für marginalisierte Gruppen durchgeführt und basisdemokratische Teilhabe verarmter Schichten gestärkt. Mobilisierungseffekte seien jedoch seit 2005 wegen staatsbürokratischer Interessen, Klientelpolitik und Orientierung am Staatssozialismus Kubas teilweise wieder blockiert worden. Chavez vermeide eine gesellschaftliche Debatte über die Ursachen für das Scheitern früherer Anläufe, Demokratie und Sozialismus zu verbinden, und fördere durch seinen personalistischen Führungsstil subventionierte statt sich selbst tragende Projekte und damit traditionelle Erwartungen an den Staat als Versorger. Nur eine radikale Demokratisierung könne eine transparentere Verteilung der Erdölgewinne erzwingen, autoritäre Machtstrukturen, Korruption und Abhängigkeit vom Weltmarkt überwinden.

## Vereinigte Staaten von Amerika (USA)
Aktuell bezeichnet sich eine Reihe von US-amerikanischen Politikern der Demokratischen Partei, darunter Bernie Sanders und Alexandria Ocasio-Cortez, als demokratische Sozialisten. Der demokratisch-sozialistische Flügel der Partei hat insbesondere seit der Präsidentschaftskandidatur von Sanders Aufwind. Wichtige Themen sind neben der Einführung einer allgemeinen Krankenversicherung, kostenloser Universitätsbildung und stärkere Besteuerung von Reichen ein Green New Deal zur Bekämpfung des menschengemachten Klimawandels. Insbesondere junge Menschen setzen sich derzeit in den USA für demokratischen Sozialismus ein.

Zudem gibt es die Demokratischen Sozialisten Amerikas und die Sozialistische Partei der USA.

## Indien
Nach der Unabhängigkeit Indiens 1947 versuchte der erste Ministerpräsident Indiens Jawaharlal Nehru in Indien einen demokratischen Sozialismus aufzubauen. Er verfolgte dabei ein eigenständiges
Sozialismus-Konzept, das sich an der Lösung der Probleme Indiens orientierte und das parlamentarisch-demokratisch von den indischen Völkern legitimiert werden sollte.

## Weiterführende Informationen